# Vincenzo Ranuzzi
Vincenzo Ranuzzi (Bolonha, 1 de outubro de 1726 - Ancona, 27 de outubro de 1800) foi um cardeal do século XVIII e XIX

## Nascimento
Nasceu em Bolonha em 1 de outubro de 1726. Da família senatorial dos condes de Porretta. Segundo dos cinco filhos do senador Conde Marcantonio Ranuzzi e Maria Bergonzi Parmigiana. Os outros irmãos eram Giovanni Carlo (falecido na juventude), Dorotea, Camilla e Girolamo. Sobrinho bisneto do cardeal Angelo Ranuzzi (1686). Seu primeiro nome também está listado como Vincenzo Gaspare.

## Educação
Estudou na Pontifícia Academia Eclesiástica, Roma, desde 1746; e na Universidade La Sapienza , em Roma, onde obteve o doutorado in utroque iure , direito canônico e civil, em 5 de abril de 1753.

## Sacerdócio
Ordenado em 5 de abril de 1760. Referendário do Tribunal da Assinatura Apostólica da Justiça e da Graça. Relator da SC do Bom Governo. Relator da Sagrada Consulta . Cânone do capítulo da basílica patriarcal de Latrão.

## Episcopado
Eleito arcebispo titular de Tiro em 11 de setembro de 1775. Consagrada em 17 de setembro de 1775, igreja de S. Agnese fuori le mura, Roma, pelo cardeal Carlo Vittorio Amedeo delle Lanze, auxiliado por Nicolo Saverio Santamaria, bispo titular de Cirene, e por Giuseppe Aluffi, bispo de Bagnoregio. Núncio na República de Veneza, 18 de setembro de 1775. Assistente do Trono Pontifício, 22 de setembro de 1775. Núncio em Portugal, 26 de fevereiro de 1782.

## Cardinalado
Criado cardeal sacerdote no consistório de 14 de fevereiro de 1785; a notícia de sua promoção e o cardinalitial berrettino foram enviados a Lisboa com o correio papal Ambrogio Faini; o papa mandou-lhe o barrete vermelho com AblegatoLuigi Gregori di Foligno, com um breve papal datado de 25 de fevereiro de 1785; D. Pedro III de Portugal impôs-lhe o barrete vermelho numa cerimónia solene perante a corte real; recebeu o chapéu vermelho em 26 de abril de 1787; e o título de S. Maria sopra Minerva, 20 de setembro de 1787. Atribuída à SS. CC. dos Bispos e Regulares, Imunidade Eclesiástica, Concílio e Indulgências e Relíquias Sagradas. Transferido para a sede de Ancona e Umana, com título pessoal de arcebispo, em 14 de fevereiro de 1785. Durante a Revolução Francesa, acolheu vários prelados fugidos da França. Após a ocupação francesa, teve que prestar juramento de fidelidade à República Francesa e à democracia. Ele se recusou a deixar Ancona quando o exército austríaco planejava sitiar a cidade durante as guerras napoleônicas. Não participou doconclave de 1799-1800 , celebrado em Veneza, que elegeu o Papa Pio VII, por motivos de saúde. Ele hospedou o novo papa, que estava a caminho de Roma, em seu lugar em Ancona em 21 de junho de 1800.

## Morte
Morreu em Ancona em 27 de outubro de 1800, à noite. Exposto e enterrado em Ancona.